# 加藤直樹 (ダンサー)

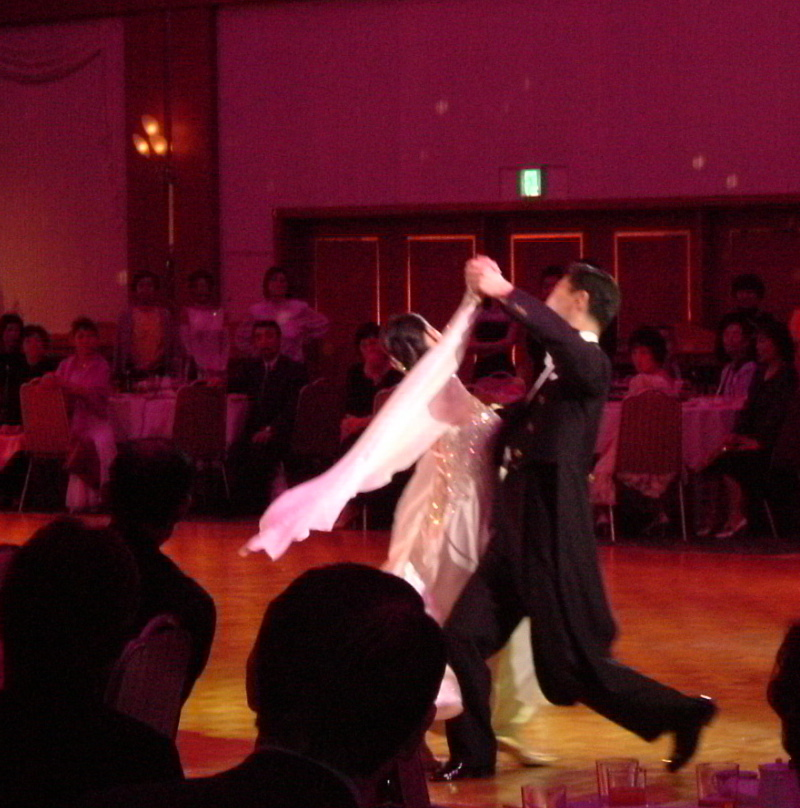
加藤直樹・ひろ子組

加藤直樹（かとう なおき）は、JBDF北海道所属の社交ダンスの元競技者。2006年に現役を引退し、札幌市西区にて「かとうダンススクール」を経営。パートナーは妻加藤ひろ子。